# 杨海寿
杨海寿（1927年6月15日—2013年10月6日），男，云南石屏人，中国天文学家，北京大学教授。主要从事天体物理的相关研究。退休后前往美国定居。

## 生平
杨海寿曾就读云南大学附属中学。毕业于北京清华大学物理系。导师戴文赛。
1954年至1987年在北京大学天文专业任教三十三年。1960年北京大学地球物理系天文专业正式成立，成为第一任教研室副主任（当时主任暂缺）。
2013年10月于美国休士顿逝世，享年86岁。

## 社会兼职
曾担任北京天文学会第三届理事（1956年～1959年）及第五届理事（1978年8月8日－1981年1月）。

## 家庭
儿子杨强，女儿杨媛。

## 著作
- 《球面天文学教程》[3]
- 《月球和行星上物理条件的研究》[4]

## 论文
- 《有趣的潮水》[5]
- 《一九五二年八月六日的月偏食》[6]
- 《天文学新成就的哲学意义》[7]
- 《潮汐》[8]
- 《天琴座RR星的质量》[9]
- 《太阳的对流层》[10]
- 《恒星质量的确定》[11]
- 《同1972年5—6月的太阳质子事件有关的大黑子群分析》[12]
- 《太阳黑子的威耳孙效应》[13]
- 《脉冲星的一种分类方法及辐射部位的统计研究》[14]
- 《关于中子星辐射部位的一些探讨》[15]
- 《太阳和恒星的对流层》[16]
- 《太阳单极黑子的无力磁场理论和耀斑能量》[17]
- 《太阳双极黑子的无力磁场理论和耀斑能量》[18]
- 《类星体的X射线辐射研究》[19]
- 《类星体X射线辐射的性质》[20]
- 《大尺度上类星体各向同性分布的一个证据》[21]
- 《X射线选择类星体的一些性质》[22]
- 《射电宁静类星体PHL938的长期光学性质》[23]